# Bourrache
Borago
Genre
Le genre Borago, les Bourraches, regroupe cinq espèces de plantes herbacées de la famille des Boraginacées originaires d'Europe et d'Afrique du Nord. 
Elles peuvent servir à la confection de tisanes. La Bourrache officinale produit aussi une huile dont les propriétés sont appréciées. 

## Histoire
Au Moyen Âge, la bourrache était considérée comme une plante magique aphrodisiaque. La bourrache était réputée donner de l'assurance et de la hardiesse dans les entreprises amoureuses. Un rameau de bourrache fleurie permettrait au séducteur de remporter le succès auprès d'une femme.
Selon Pierre Rivals (1971), peu de Borraginacées semblent avoir été consommées ; mais  selon Désiré Georges Jean Marie Bois, les fleurs et jeunes feuilles de la bourrache étaient mangées en salade par les anciens ; et que cette plante était citée comme plante potagère par le jardinier et agronome Jean-Baptiste de La Quintinie selon qui ses feuilles étaient encore consommées dans certains pays en guise d'épinard (de même que celles d’Anchusa italica L. et Anchusa officinalis ; et les très jeunes feuilles pouvaient remplacer les feuilles de vignes pour, par exemple, envelopper des boulettes de riz et de viande (dites au Proche-Orient dolma). En Aragon et notamment à Saragosse, on vendait de l'automne à la fin-mai (début de sa floraison), comme légume dépourvu de ses feuilles, la « Borraja » « Ce légume coupé au ras du sol, au sommet de sa racine pivotante, ne présente qu'un faisceau de pétioles, de teinte gris clair, long de 20 à 25 cm (...) il s'agissait simplement de Bourrache, mais de sa variété à fleurs blanches, mentionnée par le botaniste Georges Rouy (1851-1924) comme fort rare en France. Cette bourrache n'a pas été « améliorée » par la culture ; elle ne se différencie donc du type que par ses fleurs blanches. Ses pétioles arrondis, relativement gros, 1 à 2 cm, proviennent seulement d'une culture, souvent un peu buttée, en terre fraîche et fertile. Il s'agit, on l'imagine, d'un légume rustique, de culture facile, et ainsi bon marché. Il est sans doute moins cultivé que jadis, mais il a sa place dans la cuisine familiale de bien des aragonais, au même titre que le cardon ou la blette. Il se prête d'ailleurs aux mêmes préparations. On ne le voit pas figurer sur les tables des restaurants (...) Les côtes de bourrache m'ont paru peu fibreuses, mais sans saveur bien particulière ». 
Selon Bois (1856-1946), une autre Borraginacée est mangée (jeunes feuilles et fleurs récoltées au printemps) au Proche-Orient (en Turquie), c'est  Trachystemon orientalis D. (Bourrache orientale).

## Chimie
On trouve plus d'une quinzaine d'alcaloïdes pyrrolizidiniques dans la bourrache (dont lycopsamine et intermédine), toxiques pour le foie et probablement génotoxiques.  

## Liste des espèces
Selon BioLib (16 oct. 2019) :
- Borago longifolia Poir.

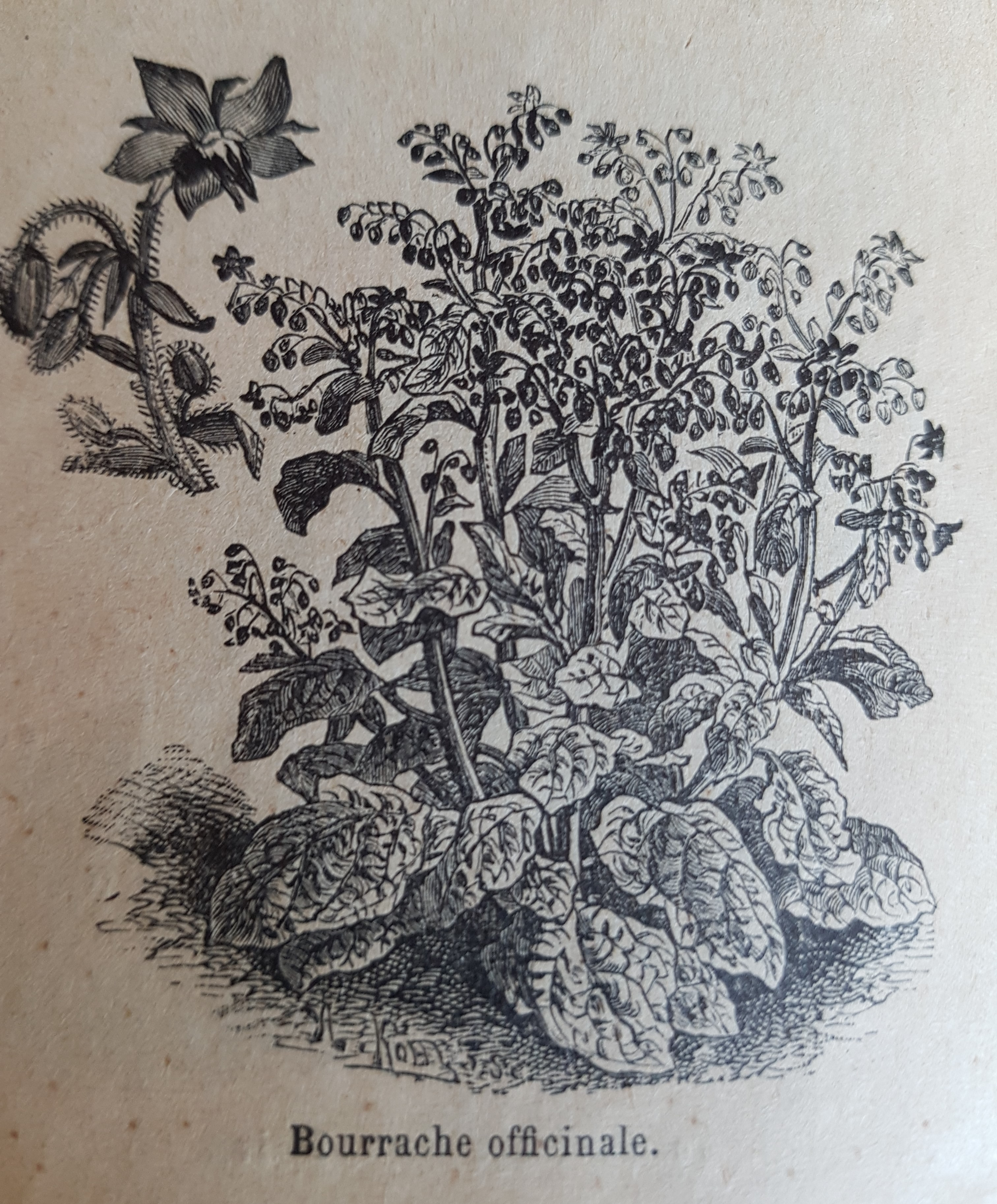
Illustration (catalogue Vilmorin-Andrieux du printemps 1900).

- Borago morisiana Bigazzi & Ricceri
- Borago officinalis L. - Bourrache officinale, article détaillé sur la plus répandue.
- Borago pygmaea (DC.) Chater & Greuter - Bourrache naine
- Borago trabutii Maire

## Au cinéma
Dans Le Retour de don Camillo (1953), Peppone, le maire du village, donne à Don Camillo une tisane de bourrache faite par sa femme pour guérir sa grippe.[réf. souhaitée]
Dans l'episode 8, saison 5 de Breaking Bad, Marie Schrader conseille à sa sœur Skyler White de l'huile de bourrache.

## Symbolique

### Langage des fleurs
Dans le langage des fleurs, la bourrache symbolise la brusquerie.

### Calendrier républicain
- La Bourrache voyait son nom attribué au 23e jour du mois de floréal du calendrier républicain[8], généralement chaque 12 mai de glace du calendrier grégorien.